# Flotte de l'Armée blanche
Pour les articles homonymes, voir Flotte (homonymie).
 (juin 2019).
Si vous disposez d'ouvrages ou d'articles de référence ou si vous connaissez des sites web de qualité traitant du thème abordé ici, merci de compléter l'article en donnant les références utiles à sa vérifiabilité et en les liant à la section « Notes et références ».

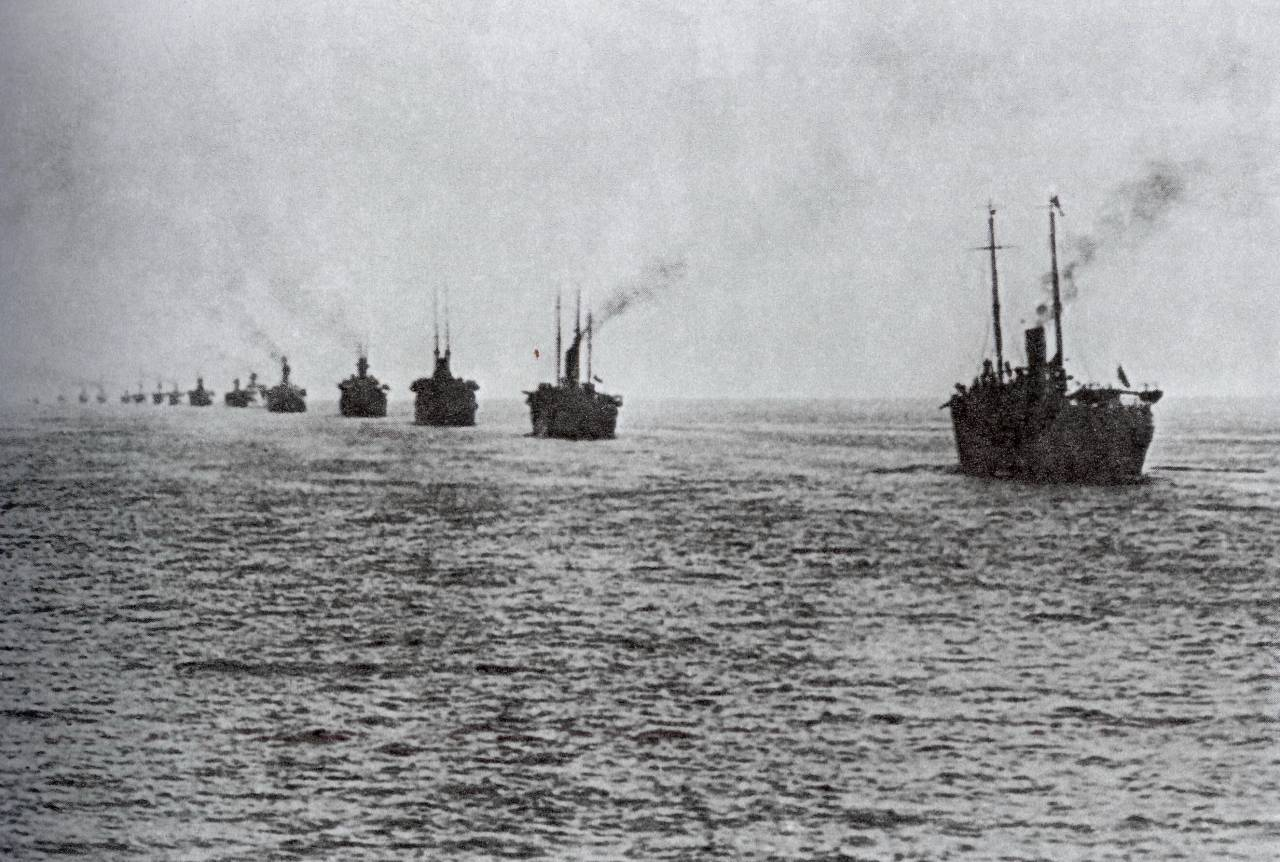
L’Armée blanche quittant la Crimée

Pavillon de la flotte de l’Armée blanche

La flotte de l’Armée blanche fut le dernier vestige de la flotte de la mer Noire de la Marine impériale de Russie. Créée en 1920, elle cessa d’exister en 1924. Cette escadre du mouvement blanc combattit lors de la guerre civile russe, elle est également connue sous le nom d'Escadre russe (en russe : Русская Эскадра).

## Historique

### Évacuation de la Crimée

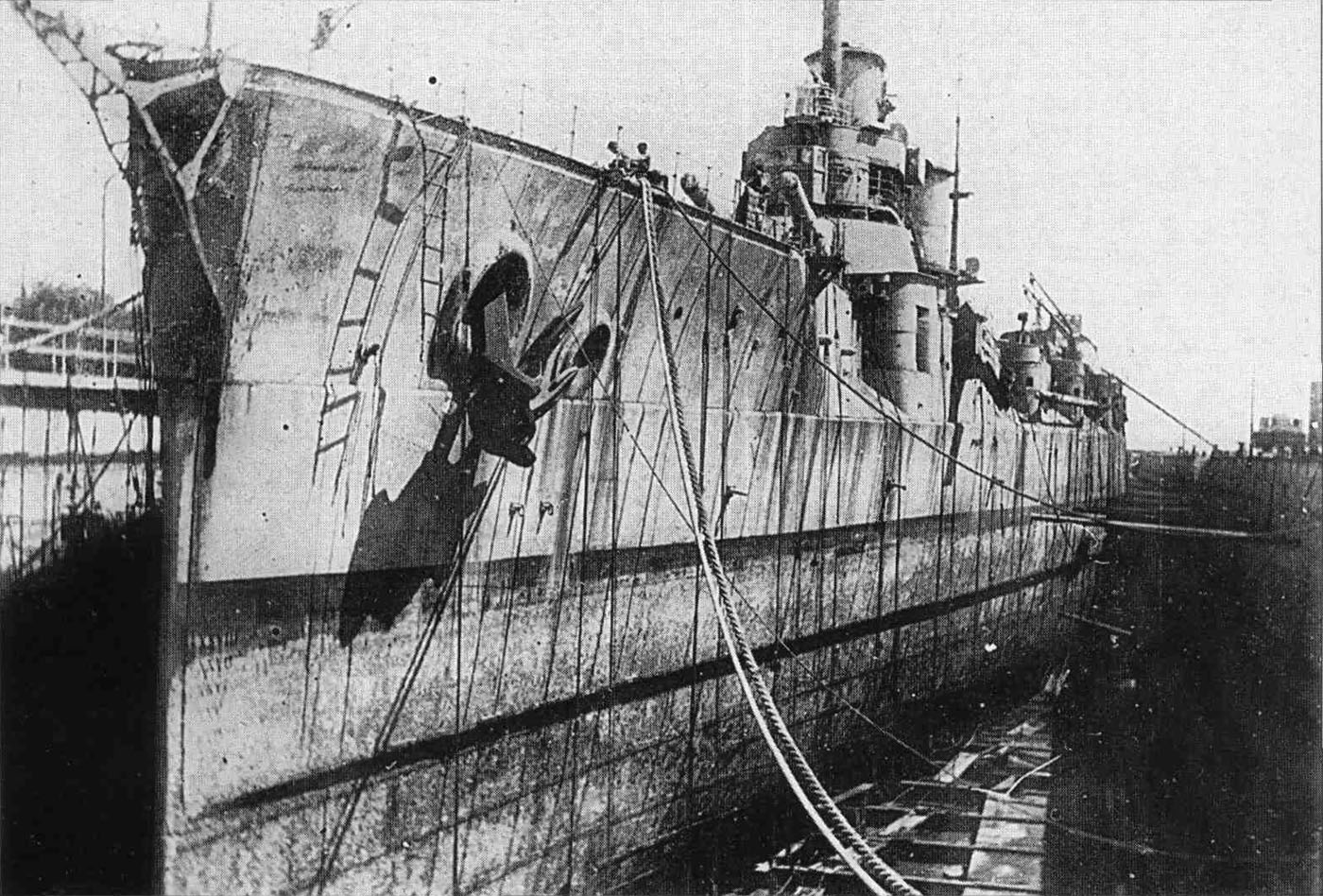
Photographie du pré-Dreadnought Général Alexeïev en 1919

À l’automne 1920, la Crimée, commandée par Wrangel, est la seule région russe non encore conquise par l'armée rouge. En novembre 1920, les unités de l'Armée rouge forcèrent les positions défensives blanches de l’isthme de Perekop, obligeant les troupes de l’armée russe à évacuer vers Constantinople.
Le 10 novembre 1920 débuta l’évacuation de la Crimée. Durant trois jours, 126 navires furent chargés de troupes, des familles de militaires, de la population civile des ports de Crimée : Sébastopol, Yalta, Féodossia et Kertch. Le nombre total d’exilés volontaires s’élevait à 150 000 personnes.
Le 21 novembre 1920 à Constantinople, sous le commandement du vice-amiral Mikhaïl Kedrov, la flotte fut réorganisée en escadre composée de quatre détachements.
Le 1er décembre 1920, le Conseil des ministres français accepta la venue de l’escadre russe à Bizerte. L’escadre russe quitta les ports de la mer Noire et mit le cap sur Bizerte, entre décembre 1920 et février 1921. En février 1921, placés sous le commandement de Mikhaïl Behrens, les navires furent internés dans le port de Bizerte avec leurs équipages ainsi que 5 400 réfugiés civils.

### À Bizerte
De janvier 1921 au 29 octobre 1924, l’escadre de Russie était placée sous le commandement du kontr-admiral Behrens (1879-1943).
Les officiers de l’escadre rédigèrent la Collection Maritime de Bizerte (russe : Бизертинский морской сборник) sous la direction de Nestor Monastyrev (1887-1957) entre 1921 et 1923.
Cependant la composition de l’escadre déclina à cause du manque de soutien financier, et en conséquence les troupes terrestres se disloquèrent en 1922.
La décomposition lente de l’escadre russe fut accélérée par les autorités françaises. Certains de ces bâtiments furent retirés du port de Bizerte et intégrés dans la Marine marchande française en guise de compensation pour les frais liés au stationnement de l’escadre. L’Italie et Malte héritèrent également d’une partie de l’escadre russe.

### Liquidation
En 1924, le gouvernement français reconnut l’Union soviétique, la même année les autorités françaises remirent les navires aux Soviétiques. Une commission technique placée sous la direction d’Alexeï Krylov (1863-1945) arriva à Bizerte en décembre 1924, après constatation, elle déclara les navires irréparables. Beaucoup de marins trouvèrent asile en France en qualité d’émigrés Blancs.

### Anastasia Manstein-Chirinsky et Alexandre Vladimirovitch Plotto
Anastasia Manstein-Chirinsky fut l'un des  derniers témoins vivants de cette épopée ; elle s’est éteinte le 21 décembre 2009 à Bizerte et est l’auteur du livre « La dernière escale ». Elle s’occupait entre autres de la paroisse de l’église Saint-Alexandre-Nevski de Bizerte.
Le petit - fils d'Alexandre Manstein, commandant du torpilleur Jarky (brûlant en Russe) parvenu à Bizerte après de nombreuses tribulations, n'est autre que Nikita Mandryka, neveu d'Anastasia Manstein-Chirinsky, il est un auteur de Bandes Dessinées (le célèbre Concombre Masqué) né à Bizerte,où sa famille s'était établie, en 1940.
Les deux derniers témoins de cet exode vers Bizerte sont Nathalie Vladimirovna Plotto-Rousseau, née le 10 octobre/27 septembre 1918 à Sébastopol, qui vit encore en France  en novembre 2020 à Urt (Pyrénées-Atlantiques) ; et son frère Alexandre Vladimirovitch Plotto, né aussi à Sébastopol le 11/24 mai 1920 et décédé à Paris le 19 octobre 2018. Devenu ingénieur à Grenoble, il a consacré la fin de sa vie à l'étude des archives de la Marine russe conservées à Vincennes et a publié un ouvrage important sur les amiraux russes et les bâtiments de la Flotte russe : "Au service du pavillon de Saint-André ; dans la marine impériale russe." Leur père était le lieutenant de vaisseau Vladimir Alexandrovitch Plotto (Kronstadt 1893- Krasnodar 1977), fils de l'amiral Alexandre Vladimirovitch Plotto (Nikolaïevsk-sur-l'Amour 1869 - Athènes 1948). Leur mère était Evguenia Sergueievna Koulstrem-Plotto (Kronstadt 1896 -  Saintes 1991), fille de l'amiral Serge Karlovitch Koulstrem, préfet de Sébastopol de 1909 à sa mort en 1913, elle devint pianiste du cinéma de Bizerte et professeur de piano.
Le lieutenant de vaisseau Vladimir Alexandrovitch Plotto était sur le torpilleur Pospiechny (Поспешный / Поспѣшный) en état de réparation au moment de l'exode, il était tiré par un remorqueur français : le Coq. Ils ont traversé le canal de Corinthe entre Constantinople et Bizerte. Les familles étaient sur le cuirassé Georges le Victorieux (Георгий Победоносец / Георгій Побѣдоносец). Ils quittèrent Sébastopol le 13 novembre 1920, date  commémorée chaque année par Evguenia Sergueievna Koulstrem-Plotto, en mangeant du corned-beef et des pommes de terre bouillies, leur seule nourriture à bord. Ils arrivèrent le 14 février dans la rade de  Bizerte après avoir essuyé de terribles tempêtes.

## Composition de l’escadre

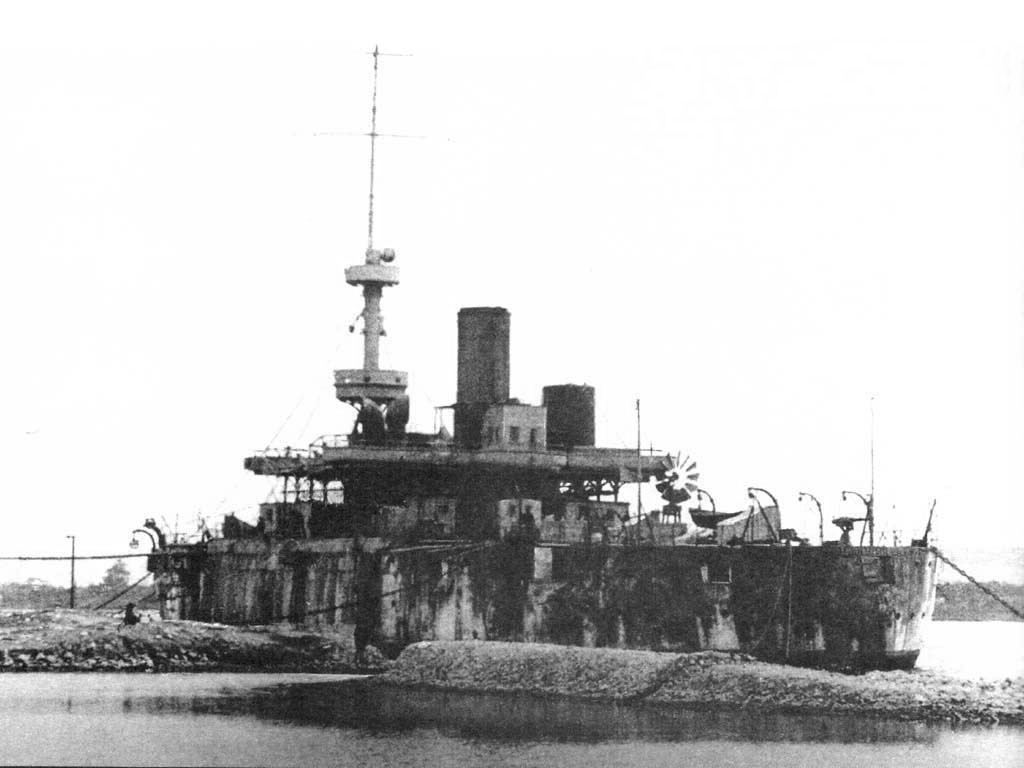
Le à l’abandon dans le port de Bizerte

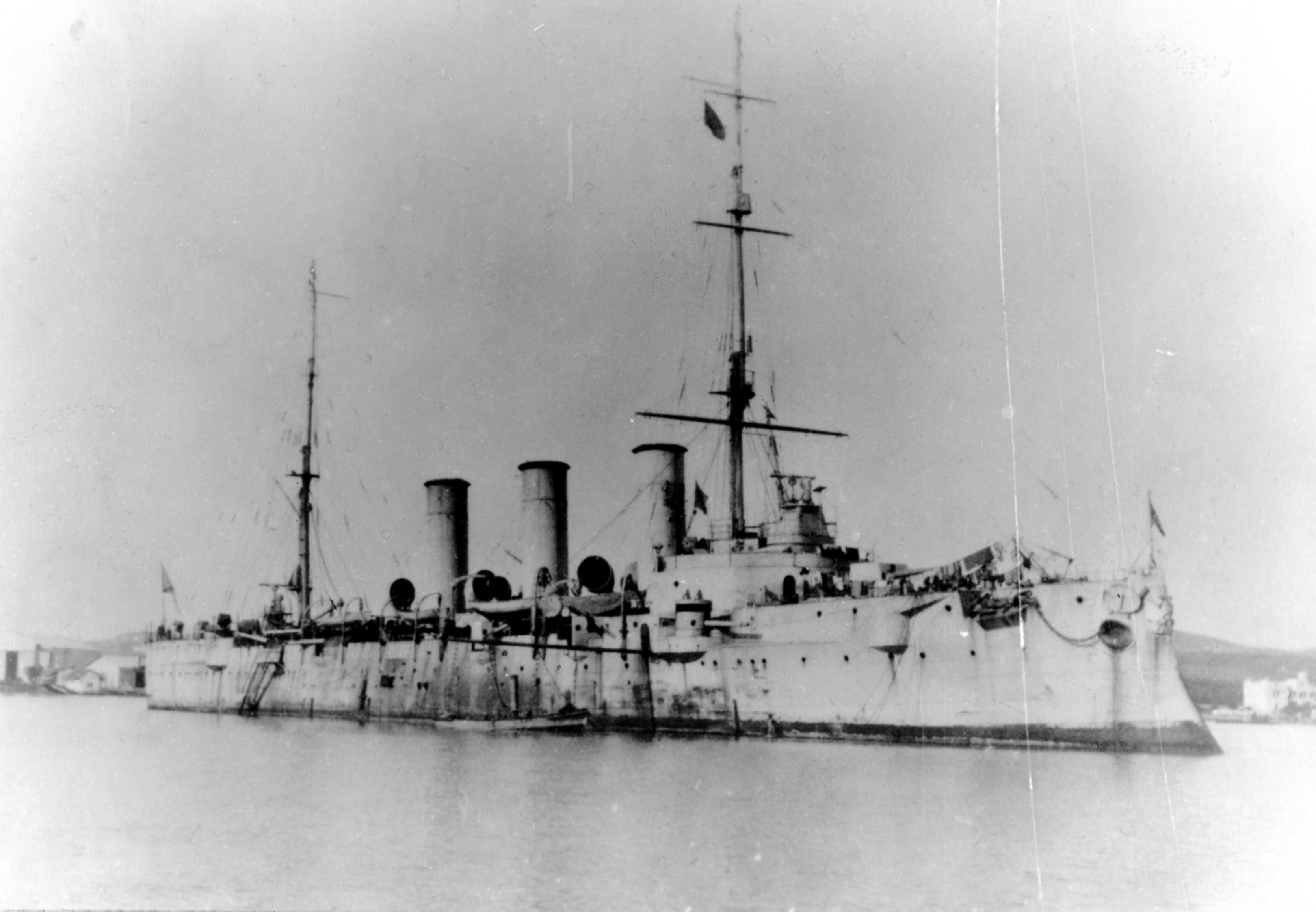
Le croiseur Général Kornilov à Bizerte, 1920

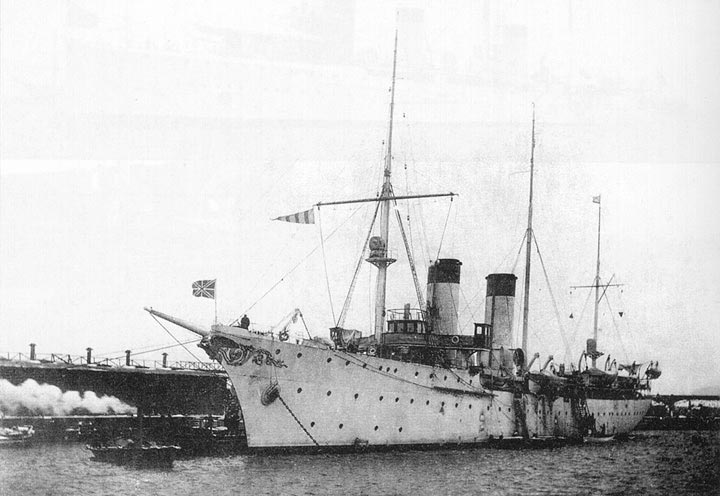
Le croiseur Almaz

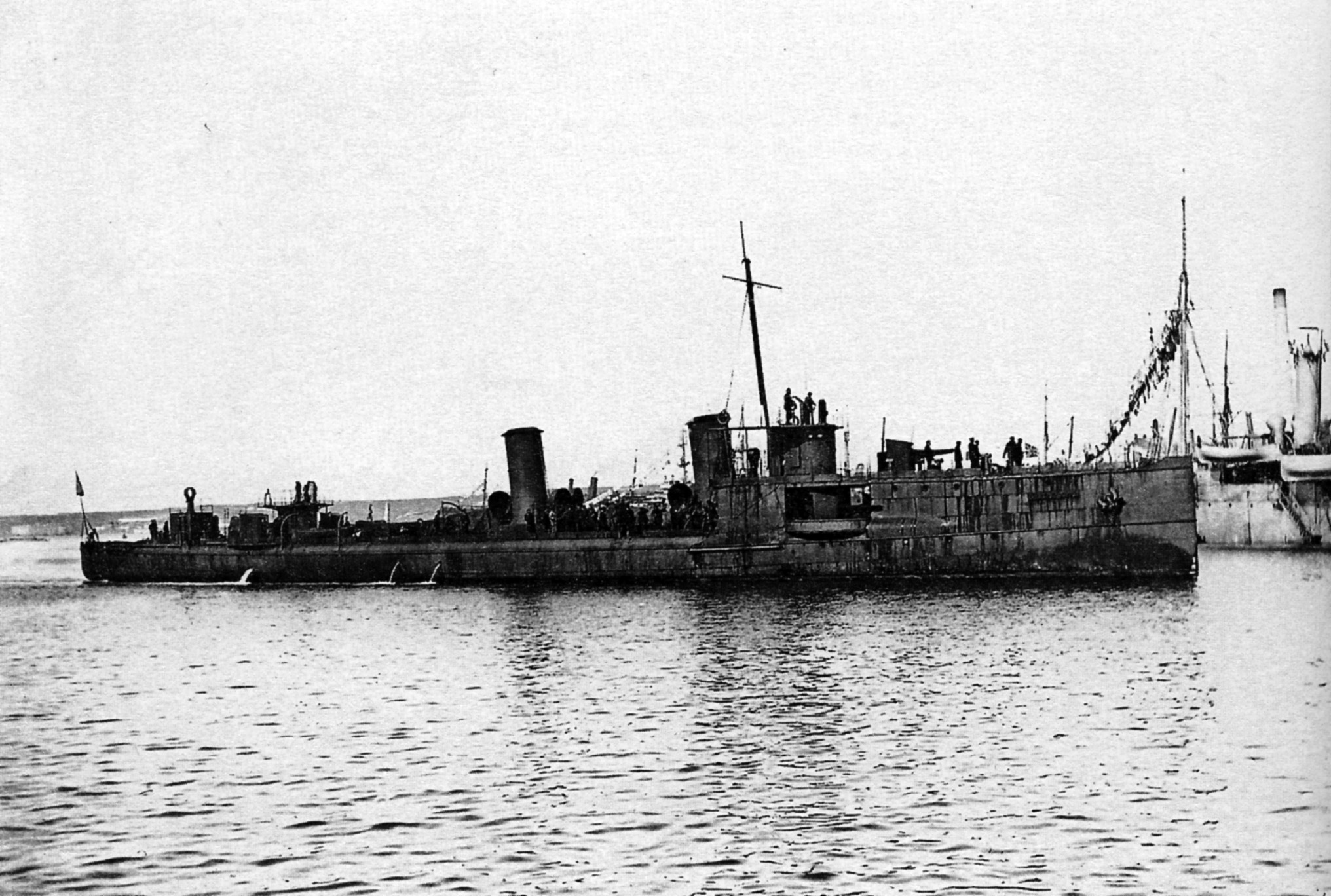
Le torpilleur Kapitan Saken

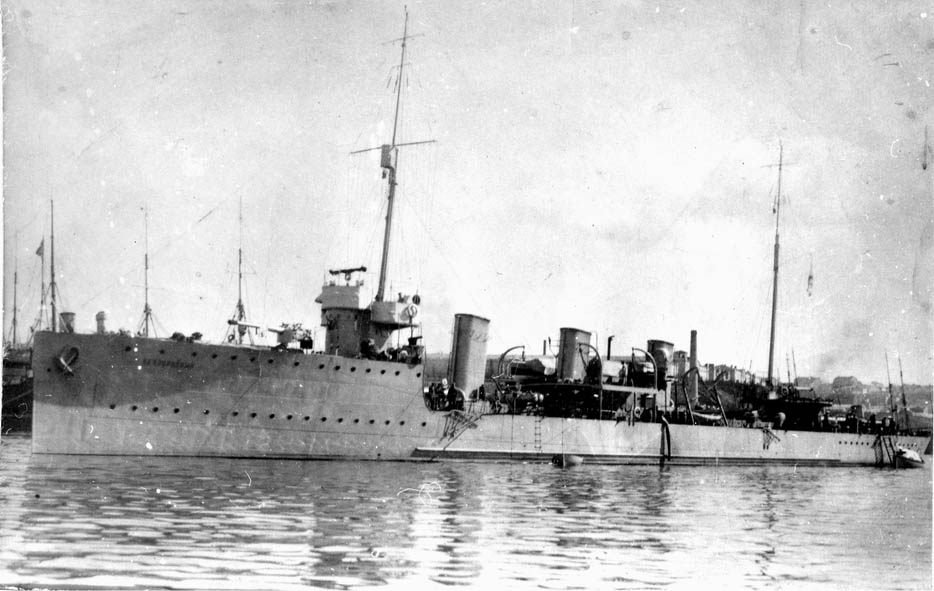
Le destroyer Bespokoïny

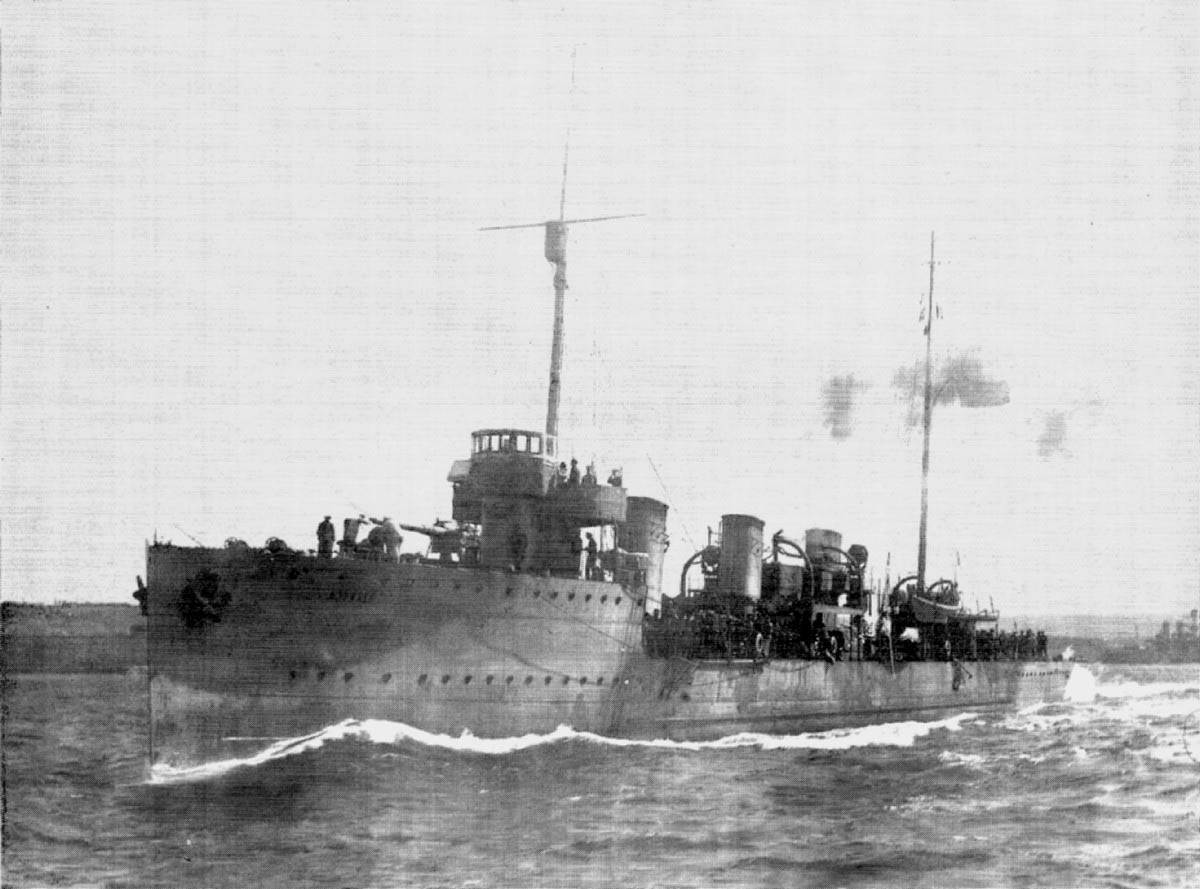
Le destroyer Derzki

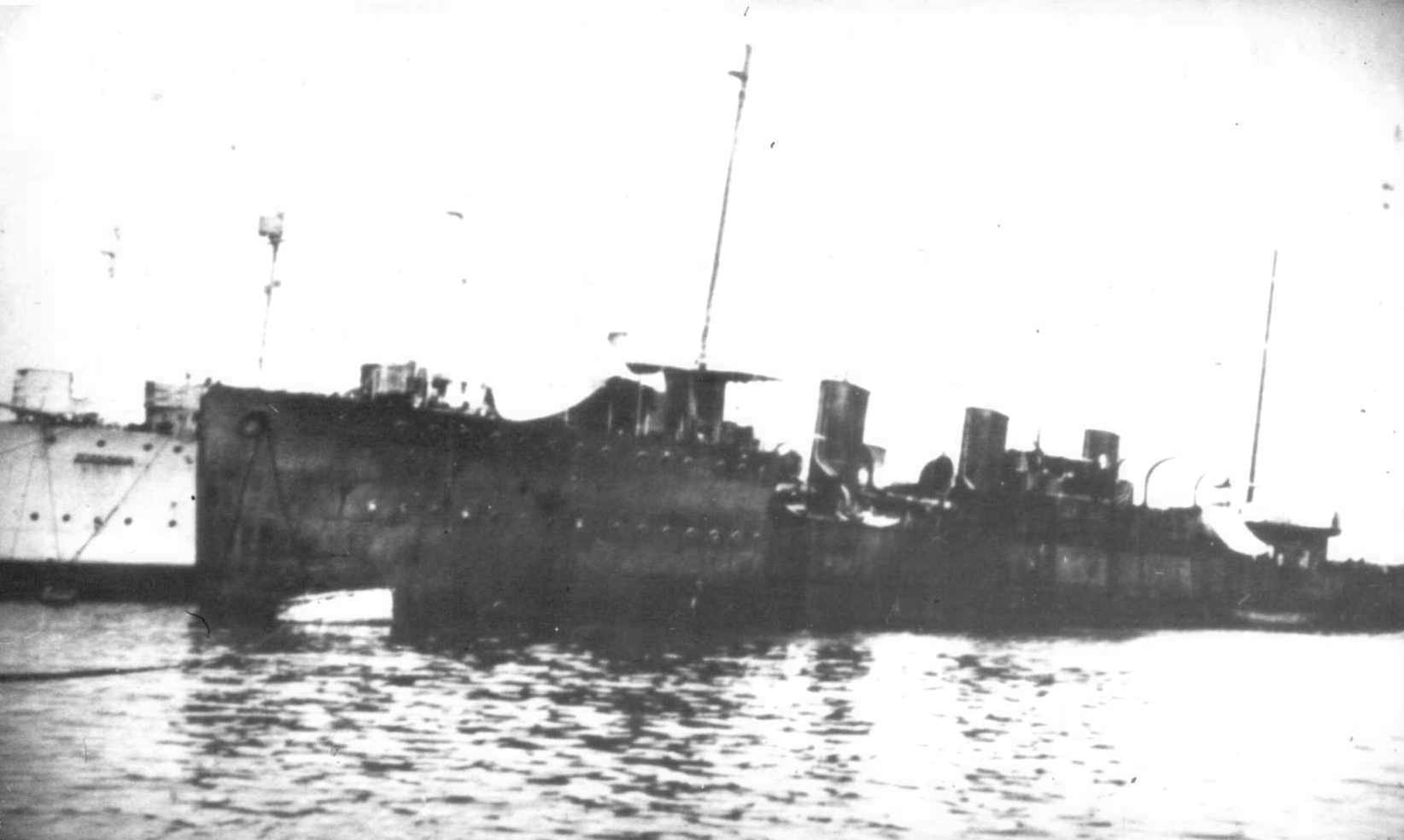
Le destroyer Tserigo à Bizerte, 1921

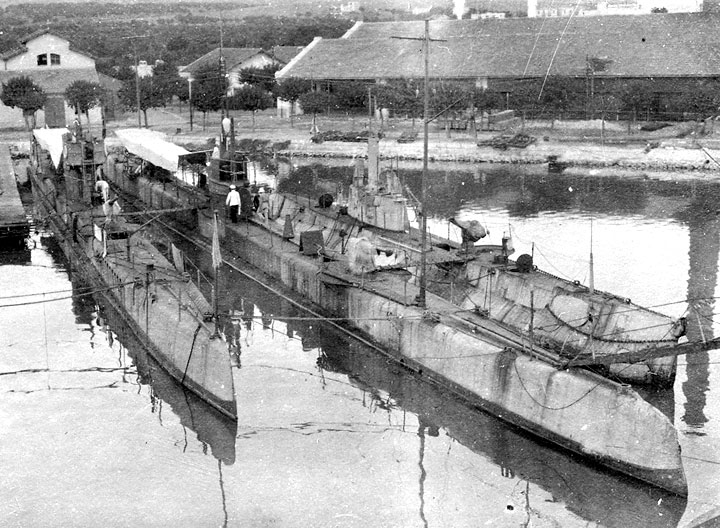
Les sous-marins Tioulen, Outka et AG-22 à Bizerte, 1922

### Cuirassés
- Général Alexeïev (Генерал Алексеев / Генералъ Алексѣевъ[3]), commandant : capitaine de 1er rang I.K. Fediaïevski
- Georges le Victorieux (Георгий Победоносец / Георгій Побѣдоносецъ), commandant : capitaine de 2d rang P.P. Savitch

### Croiseurs
- Général Kornilov (Генерал Корнилов / Генералъ Корниловъ), commandant : capitaine de 1er rang V.A. Potapiev
- Almaz (Алмаз / Алмазъ), commandant : capitaine de 1er rang V.A. Grigorkov

### Destroyersettorpilleurs
- Kapitan Saken (Капитан Сакен / Капитанъ Сакенъ), commandant : capitaine de 2d rang A.A. Ostolopov
- Derzki (Дерзкий / Дерзкій), commandant : capitaine de 1er rang N.R. Goutane
- Bespokoïny (Беспокойный / Безпокойный), commandant : capitaine de 2d rang B.L. Novikov
- Gnevny (Гневный / Гнѣвный), commandant : premier lieutenant G.P. Demtchenko
- Pospiechny (Поспешный / Поспѣшный)
- Pylki (Пылкий / Пылкій), commandant : capitaine de 2d rang A.I. Koublitski
- Tserigo (Цериго), commandant : capitaine de 2d rang N.V. Zadler
- Jarki (Жаркий / Жаркій), commandant : premier lieutenant A.S. Manstein
- Zvonki (Звонкий / Звонкій), commandant : premier lieutenant M.M. Maksimovitch
- Zorki (Зоркий /Зоркій), commandant : capitaine de 2d rang V.A. Zilov

### Sous-marins
- Tioulen (Тюлень) de classe Morj, commandant : capitaine de 2d rang M.V. Kopiev
- Bourevestnik (Буревестник / Буревѣстникъ) de classe Bars, commandant : premier lieutenant S.V. Offenberg
- AG-22 (АГ-22) de classe American Holland , commandant : premier lieutenant K.L. Matyevitch-Matsyevitch
- Outka (Утка) de classe Bars, commandant : capitaine de 2d rang N.A. Monastyrev

### Canonnières
- Straj (Страж / Стражъ), commandant : capitaine de 2d rang K.G. Lioubi
- Grozny (Грозный), commandant : premier lieutenant R.E. von Wiren
- Iakoute (Якут / Якутъ), commandant : capitaine de 1er rang M.A. Kititsyne

### Dragueurs de mines
- Kitoboï (Китобой), commandant : lieutenant O.O. Fersman
- Albatros (Альбатрос / Альбатросъ)
- Baklan (Баклан / Бакланъ)

### Brise-glace
- Ilia Mouromets (Илья Муромец / Илья Муромецъ), commandant : capitaine de 2d rang I.S. Rykov : saisi par la marine Nationale pour paiement des dettes de la flotte Wrangel, il devient le mouilleur de mines Pollux sous pavillon français et servira à des expéditions scientifiques dans le Grand Nord.

### Brise-glaces armés
- Vsadnik (Всадник / Всадникъ), commandant : premier lieutenant F.E. Wikberg
- Djiguit (Джигит / Джигитъ), commandant : capitaine de 1er rang V.V. Wilken
- Gaïdamak (Гайдамак / Гайдамакъ)

### Bateau de surveillance
- Tchernomor (Черномор / Черноморъ), commandant : capitaine de 2d rang V.A. Birilev. Ce navire d'assistance polyvalent, puissant, bien équipé, pouvant servir de câblier, de brise glace et de remorqueur de haute mer sera racheté par l'Union des Armateurs Français et deviendra après refonte le remorqueur de haute mer Iroise, basé à Brest, célèbre pour une série de difficiles sauvetages dans les années 1920 et 30 sous le commandement du commandant Malbert. Ce navire aura une carrière longue et mouvementée, sous pavillon français , puis grec et finalement panaméen, servant notamment de transport pour rapatrier des juifs en Palestine juste avant seconde Guerre Mondiale, avant sa démolition en 1951. Il a servi de modèle d'inspiration au romancier Roger Vercel pour son roman maritime Remorques , adapté ensuite au cinéma par Jean Grémillon avec en vedette Michèle Morgan et Jean Gabin[4]

### Navire-école
- Moriak  (Моряк / Морякъ) commandant : premier lieutenant A.G. Rybine

### Navire-atelier
- Cronstadt (Кронштадт / Кронштадтъ), commandant : capitaine de 2d rang K.V. Mordvinov

### Transports et autres navires
- Don (Дон / Донъ), commandant : capitaine de 1er rang S.I. Zelenoï
- Dobytcha (Добыча), commandant : capitaine de 2d rang N.A. Krasnopolski
- Krym (Крым / Крымъ), commandant : lieutenant colonel Ia.S. Androssov
- Dalland (Далланд / Далландъ), commandant : capitaine de 1er rang Ia.I. Podgorny
- Chilka (Шилка), commandant : capitaine de 2d rang D.D. Nelidov
- Samara (Самара), commandant : contre-amiral A.N. Zaïev
- Ekaterinodar (Екатеринодар / Екатеринодаръ), commandant : capitaine de 2d rang P.A. Ivanovski
- Rion (Рион / Ріонъ), commandant : capitaine de 1er rang A.P. Dlousski
- Inkerman (Инкерман / Инкерманъ), commandant : capitaine de la marine marchande Galtchenko
- Poti (Поти), commandant : capitaine de 2d rang V.P. Don
- Yalta (Ялта), commandant : capitaine de 2d rang N.B. Fedosseïev
- Sarytch (Сарыч / Сарычъ), commandant : capitaine de 2d rang Kisselev
- Ostorojni (Осторожный)
- Turkestan (Туркестан / Туркестанъ)
- Olga (Ольга)
- Zaria (Заря)
- Psezouape (Псезуапе)
- No 401 (№ 410)
- No 412 (№ 412)
- No 413 (№ 413)

### Navires citernes
- Bakou (Баку)

### Remorqueur
- Golland (Голланд / Голландъ), commandant : premier lieutenant N.V. Ivanenko

### Navire à vapeur
- Grand-duc Constantin (Великий князь Константин / Великій князь Константинъ)

#### Sources
- (ru) Cet article est partiellement ou en totalité issu de l’article de Wikipédia en russe intitulé « Русская эскадра » (voir la liste des auteurs).

- (en) Cet article est partiellement ou en totalité issu de l’article de Wikipédia en anglais intitulé « Wrangel's fleet » (voir la liste des auteurs).

#### Documents historiques et sources
En 1993, les documents portant sur l’histoire de l’escadre russe, en commençant par la Russie à l’américano-russe culturels et éducatifs de charité « Rodina » (dans le New Jersey, la ville Lakewood, États-Unis). Les documents ont été remis au Musée de la Centrale des Forces armées (à l’époque - le Musée central de l’armée soviétique). 
- Décret no 4187 du commandant en chef de l’Armée russe
- Décret no 6793 du commandant en chef de l’Armée russe
- Ordre du commandant de l’escadre russe du 07.12.1920